# راشل آکسون
راشل آکسون (انگلیسی: Rachael Axon؛ زادهٔ ۹ نوامبر ۱۹۸۵) بازیکن فوتبال اهل بریتانیا است.
از باشگاه‌هایی که در آن بازی کرده‌است می‌توان به باشگاه فوتبال ای‌اف‌سی ویمبلدون و هیوستون دش اشاره کرد.